# 김채린
김채린(1993년 6월 13일 ~ )은 대한민국의 성우로, 2020년 대원방송 성우극회 공채 11기로 입사했다.

## 출연 작품

### 애니메이션
- 꼬마마법사 레미 - 도레미
- 꼭두각시 서커스 - 타란다 리제로테 타치바나 / 나이아 스틸 / 어린 바이 진 / 어린 기이 / 카노 / 헬렌 / 간호사 헬렌
- 마루코는 아홉살 (재더빙) - 리아 / 레이카 / 노마 / 미치 엄마 / 아마릴리스 / 요리에
- 디지몬 어드벤처: - 펀비몬 / 고양이 / 포테몬 / 폼몬 / 프리몬
- 반요 야샤히메 - 치요 / 타마노 / 후우타
- 블랙 클로버 - 리치타 / 살라도 외 각종 단역
- 신 도라에몽 16기
- 원피스 무사의 나라 편 - 어린 네코마무시 / 어린 셜리 / 바오황 외 각종 단역
- 작은 아씨들 - 메리, 샐리, 캐럴린
- 작은 아씨들 - 조의 아이들 - 스터피
- 카드파이트!! 뱅가드 overDress - 오오쿠라 메구미
- 호빵맨 - 크로와상 공주 / 만두소년 / 깨비동자 / 카 / 핑크색연필 / 은행소년 2 외 각종 단역
- 트로피컬 루즈! 프리큐어 - 노열매(큐어 파파야)
- 나의 히어로 아카데미아 5기 - 시무라 나오 외 각종 단역
- 쾌걸 조로리 ~불성실하면서도 성실한~ - 노시시
- 유희왕 SEVENS 2기
- 베리베리 뮤우뮤우 뉴 (KBS Kids) - 조미아
- 시골소녀 폴리아나 - 지미
- 로미오의 푸른 하늘 - 비앙카 마르티니
- 슈팅스타 캐치! 티니핑 (재능TV) - 훌라핑

### 애니메이션 영화
- 도라에몽 진구의 신공룡 - 나탈리
- 극장판 소공녀 세라 - 베키
- 극장판 안녕 앤 - 에드워드 토마스
- 극장판 엄마찾아 삼만리 - 안나 롯시
- 극장판 키다리 아저씨 - 샐리, 엘리자
- 극장판 톰 소여의 모험 - 허크
- 극장판 플랜더스의 개 - 누레뜨, 앙드레
- 와일드 로봇 - 본트라

### 외화
- 가면라이더 제로원 - 댓 / 이새봄 / 푸르리 / 점술봇 / 김도경 엄마 / 아나운서 / 간호사봇 / 교사봇 외 각종 단역
- 가면라이더 세이버 - 임수아, 어린 태랑
- 파워레인저 젠카이저 - 매직(젠카이 매직) / 경수
- 파워레인저 돈브라더즈 - 은미주, 장선미, 카린, 장대풍 엄마 외 각종 단역

### 게임
- 원신 - 시그윈